# Wiedau (Schiff, 1954)
Die Wiedau war ein Frachtschiff, das 1975 bei einer Kollision mit dem polnischen Schiff Mieczyslaw Kalinowski und dem Binnenschiff Uwe auf der Elbe auf Höhe des Fähranlegers Wittenbergen kenterte und sank.

## Geschichte

### Frachter der Gemeinwirtschaftlichen Kohlenhandelsgesellschaft (1954–1959)
Das Schiff wurde unter der Baunummer 466 auf der Werft Jos. L. Meyer in Papenburg gebaut. Der Stapellauf erfolgte am 3. April, die Ablieferung am 14. Juli 1954. Das Schiff wurde als Heinrich Lorenz in Dienst gestellt. Namensgeber des Schiffes war der Politiker Heinrich Lorenz, der 1894 in den Aufsichtsrat der Großeinkaufs-Gesellschaft Deutscher Consumvereine m.b.h. (GEG) gesandt wurde. Die GEG war die Muttergesellschaft der Schiffseignergesellschafft Gemeinwirtschaftliche Kohlenhandelsgesellschaft.

### Frachter der Bugsier-, Reederei- und Bergungsgesellschaft (1959–1976)
1959 wurde die Heinrich Lorenz an die Bugsier-, Reederei und Bergungs AG in Hamburg verkauft und in Wiedau umbenannt.
Am 19. Dezember 1975 kollidierte die Wiedau mit dem polnischen Frachter Mieczyslaw Kalinowski, kenterte und sank. Die Wiedau drehte durch die Wucht der Kollision nach Steuerbord in den Kurs des Binnenschiffes Uwe und durchtrennte das Binnenschiff in zwei Hälften. Nach der Bergung durch die Bugsier-, Reederei und Bergungs AG wurde die Wiedau 1976 als reparaturunwürdig eingestuft und an die Eisen und Metall AG verkauft und verschrottet.

## Schiffsbeschreibung
Die Wiedau war ein Volldecker, der auch als Schutzdecker (Shelterdecker) vermessen war. Als Volldecker war sie mit 1866 BRT, 954 NRT, als Schutzdecker mit 1123 BRT, 486 NRT vermessen. Das Schiff war 87,25 m lang und 12,30 m breit. Der maximale Tiefgang als Volldecker betrug 5,92 m bzw. als Schutzdecker 4,67 m. Der Rauminhalt der Laderäume betrug 4007,7 m³ für Schüttgut oder 3754,1 m³ für Stückgut. Die Tragfähigkeit als Volldecker betrug 3000 t, die Tragfähigkeit als Schutzdecker 1960 t. Das Ladegeschirr bestand aus zwei Ladebäumen zu jeweils 5 Tonnen Last und sechs Ladebäumen zu jeweils 3 Tonnen Last.
Die Antriebsanlage des Schiffes bestand aus zwei Klöckner-Humboldt-Deutz-Sechszylinder-Dieselmotoren vom Typ RBV 6 M 366 mit einer Leistung von 1840 kW bei 250/min, die einen Propeller antrieben. Das Schiff erreichte eine Geschwindigkeit von 14 kn.